# Brasil en los Juegos Paralímpicos de Sídney 2000
Brasil estuvo representado en los Juegos Paralímpicos de Sídney 2000 por un total de 63 deportistas, 52 hombres y 11 mujeres.

## Medallistas
El equipo paralímpico brasileño obtuvo las siguientes medallas:
| Nombre | Deporte   | Evento                                |
| --- | --------- | ------------------------------------- |
| Oro |           |                                       |
| Ádria Santos | Atletismo | 100 m T12 femenino                    |
| Ádria Santos | Atletismo | 200 m T11 femenino                    |
| Roseane Ferreira | Atletismo | Disco F58 femenino                    |
| Roseane Ferreira | Atletismo | Peso F58 femenino                     |
| Fabiana Sugimori | Natación  | 50 m libre S11 femenino               |
| Antônio Tenório | Yudo      | –90 kg masculino                      |
| Plata |           |                                       |
| Ádria Santos | Atletismo | 400 m T11 femenino                    |
| André Andrade | Atletismo | 100 m T13 masculino                   |
| André Andrade | Atletismo | 200 m T13 masculino                   |
| Antônio Delfino | Atletismo | 400 m T46 masculino                   |
| Luis Silva | Natación  | 50 m mariposa S6 masculino            |
| Mauro Brasil | Natación  | 50 m libre S9 masculino               |
| Clodoaldo Silva | Natación  | 100 m libre S4 masculino              |
| Adriano Lima | Natación  | 100 m libre S6 masculino              |
| Francisco Avelino Clodoaldo Silva Luis Silva Adriano Lima | Natación  | 4 × 50 m estilos (20 ptos.) masculino |
| Clodoaldo Silva Luis Silva Adriano Lima Joon Sok Seo | Natación  | 4 × 50 m libre (20 ptos.) masculino   |
| Bronce |           |                                       |
| Anderson Santos | Atletismo | Disco F37 masculino                   |
| Douglas Amador João Ayres Adriano da Costa Marcos Ferreira Fábio Ferreira Márcio Lopes Romildo Chiavelli Luciano Rocha Jean Rodrigues Marcos Silva Moisés Tamiozzo | Fútbol 7  | Torneo masculino                      |
| Clodoaldo Silva | Natación  | 50 m libre S4 masculino               |
| Danilo Glasser | Natación  | 50 m libre S10 masculino              |
| Genezi Alves | Natación  | 150 m estilos SM3 masculino           |
| Luis Silva Gledson Soares Fabiano Machado Mauro Brasil Danilo Glasser Adriano Lima                                                                                 | Natación  | 4 × 100 m libre (34 ptos.) masculino  |